# ロザリン・サムナーズ
ロザリン・ダイアン・サムナーズ（Rosalynn Diane Sumners、1964年4月20日 - ）は、アメリカ合衆国ワシントン州エドモンズ出身の女性フィギュアスケート選手。1980年世界ジュニアフィギュアスケート選手権チャンピオン、1982年、1983年、1984年全米選手権チャンピオン、1983年世界フィギュアスケート選手権チャンピオン、1984年サラエボオリンピック銀メダリスト。

## 経歴
サムナーズはカリフォルニア州のパロアルトで生まれ、ワシントン州のエドモンズで育つ。そこでスケートを習い、やがてそこは彼女の競技生活を通じたホームタウンとなった。エドモンズの5番街は「ロザリン・サムナーズ通り」として1984年のサラエボオリンピック後に名付けられている。
1982年全米選手権で 優勝し、その年の世界選手権では、初出場で6位となる。このときには コンパルソリーが11位という下位の成績から追い上げて最終順位は6位になったが、わずか1年後の1983年世界選手権ではコンパルソリーを1位で通過し、さらにフリープログラムもヴィットを押さえてフリー単独でも1位となりヴィットを破って優勝し急激に成績を伸ばしてきた。1984年のサラエボオリンピックメダル候補として期待される。
1984年サラエボオリンピックでは、サムナーズはコンパルソリーを1位で通過し、コンパルソリー3位通過のヴィットをリードした。ショートプログラムでは、上位5人が全て同じ3トゥループ+2ループのコンビネーションを予定していた中で、サムナーズもコンビネーションを成功させるが、2アクセルで両足着氷となりそれが原因でショートプログラム単独では5位になる。ヴィットはショートプログラム1位で勝負はフリープログラムに持ち越された。フリープログラムでは先にヴィットが滑走し、2ルッツ+3トゥ、2アクセルと好調な滑り出しをみせるも、3サルコウは2サルコウになった。しかし後半で3トゥループ、2フリップからの2アクセルなどを決めてプログラムを終える。一方サムナーズは3サルコウを成功、3トゥループも成功するが、2回目の3トゥループは2回転、2アクセルがシングルアクセルとなり、プログラムの後半でも3トゥループに挑戦するも2トゥループになりフリーの結果は1位がヴィット、2位がサムナーズで、サムナーズの最終順位は2位となり銀メダルを獲得した。
サムナーズはオリンピックの後、獲得した3つのメダル（世界Jr,世界選手権、オリンピック）をエドモントンの銀行で展示するために貸していたが、彼女がそのメダルを受け取りに居たときには銀行のオーナーが変わっており、メダルの所在がわからなくなっていた。20年後、セイフティーボックスから見つかり、サムナーズに返還された。
オリンピック後、現役を引退しプロに転向。スターズ・オン・アイスのメンバーとして活躍した。2004年4月にIMGの副社長ボブ・ケインと結婚。

## 主な戦績
| 大会/年          | 1979-80 | 1980-81 | 1981-82 | 1982-83 | 1983-84 |
| ---------------- | ------- | ------- | ------- | ------- | ------- |
| オリンピック     |         |         |         |         | 2       |
| 世界選手権       |         |         | 6       | 1       |         |
| 世界Jr.選手権    | 1       |         |         |         |         |
| 全米選手権       |         | 4       | 1       | 1       | 1       |
| スケートアメリカ |         | 4       |         | 1       |         |
| スケートカナダ   | 5       | 2       | 3       |         |         |
| NHK杯            |         |         |         | 2       |         |